# Ібеняса
Ібеняса (рум. Ibăneasa) — село у повіті Ботошані в Румунії. Входить до складу комуни Штіубієнь.
Село розташоване на відстані 394 км на північ від Бухареста, 24 км на північ від Ботошань, 110 км на північний захід від Ясс.

## Населення
За даними перепису населення 2002 року у селі проживали 60 осіб, усі — румуни. Усі жителі села рідною мовою назвали румунську.